# Милић Радевић
Милић Радевић (Мојковац, 30. октобaр 1968) српски је песник из Црне Горе. Бивши је председник канадско—српског удружења писаца Десанка Максимовић. Члан је Удружења књижевника Србије и Удружења књижевника Републике Српске.
Најпознатије дело му је збирка песама Дани који се не броје, која је објављена 2015. године у Подгорици.
Добитник је награде „Софијин избор“, коју додељује Српска национална академија у Канади.

## Биографија
Рођен је у Мојковцу, где је похађао основну школу, док је средњу школу завршио у Београду, као и студије на Високој пословној школи. Почетком деведесетих преселио се у Лос Анђелес, где је студирао на Факултету за индустријски маркетинг. Радио је у Торонту, где је био председник Канадско-српског удружења писаца "Десанка Максимовић" (2016—2019). Данас је активни члан Српске националне академије у Торонту. Члан је Удружења књижевника Србије и Удружења књижевника Републике Српске. Тренутно живи и ради у Београду. 
Превођен је на више страних језика. Његове песме заступљене су у књижевним часописима, зборницима, алманасима и антологијама. Централне теме Радевићеве поезије су љубав, смрт, однос према Богу, а у његовом опусу су најзаступљеније елегичне, завичајне/родољубиве, рефлексивне и бунтовне песме. Посебно је познат по песмама посвећеним српској традицији, Косову и православљу Радевићеве песме објављиване су и на сајтовима специјализованим за поезију и књижевност, као што су Поезија суштине, Синхро,Онлајн поезија и сл., као и на многим порталима у Србији и Црној Гори.
Био је, поред осталог, директор и власник Ревије "Исток", која је основана 1994. године. Главни уредник ове публикације био је Донко Ракочевић а уредник насловне стране и колумниста Бора Ђорђевић. За Ревију "Исток" писали су истакнути српски интелектуалци попут Матије Бећковића, Емира Кустурице, Мила Ломпара, Желидрага Никчевића, Дејана Мировића, Срђе Трифковића, Николе Кусовца, Драгоша Калајића.
Заступљен је у биографском лексикону "Српски писци у расејању 1914-2014" аутора Милене Милановић, објављеном у издању Редакције биографских лексикона "Весол". Књига је део пројекта "Српска енциклопедија 20. века"
Милић Радевић је председник Харли-Дејвидсон клуба Србија и дугогодишњи организатор хуманитарне манифестације Бајк рок мисија у Косовској Митровици.

## Јавна извођења песама
Песме Милића Радевића су имале јавна извођења, у интерпретацији познатих драмских уметника, али и музичара.
- "Све бих вам опростио"[14],у извођењу Горана Шћекића,
- "Гернико моја"[15],у интерпретацији глумца Андрије Милошевића,
- "Губилиште":[16],у извођењу Марка Јанковића,
- "Остављене љубе нељубљене":[17],у извођењу Оливере Бацић,
- "Само још једном":[18], у извођењу Ане Сакић, и друге.

Своју музичку верзију имају песме: 
- "Дошла два друга"[19],у извођењу Боре Ђорђевића и Вујице Бојовића,
- "Ми живимо на српској земљи"[20], у извођењу Боре Ђорђевића и Ђорђа Гогова,
- "Тамо где свет се руши"[21], у интерпретацији Филипа Трајановског,
- "Роди ми сина Србију да љуби"[22],
- "Багрем"[23],
- "Љубав су сузе, крв и зној"[24]...

## Критика о Милићу Радевићу
- Драшко Ређеп: "Милић Радевић је репрезентативан песник са црногорским педигреом, који је тако скупоценим речима опевао Банатске дивове."
- Момо Капор, Песме са сликама: "Брка ми се време када читам поезију Милића Радевића, враћа ме у оно време када је поезија стварно имала цену, оптимистички здрава и јака поезија, која има њух."
- Матија Бећковић, Добродошлица Милићу Радевићу: "То је песник у чијим стиховима је толико интимног и личног, а без трагова наивног већ узвишеног. Песникова реч излази као победник, савлађујући и транспонујући и његову унутрашњу биографију и интиму, завичајну географију већ проширену до планетарних размера."
- Катарина Костић, Песников окршај са коначношћу[25]: "Поднебље у ком је Милић Радевић одрастао је исто оно које је дало највеће српске песнике и мислиоце(...) Са сигурношћу се може рећи да је Радевић превасходно песник љубавне поезије... Љубав је ванвременска категорија. Само кроз њу се може дружити са вечношћу. Љубав је дуел песника са коначношћу, јер песник смрт не признаје."
- Брана Црнчевић, Регенерација поезије: "Пришао сам поезији Милића Радевића коју својатам; ово није ласкавост ради ласкавости, већ уткано анализирано време које кроз поезију живимо; још увек волим суптилну љубавну поезију и кодификованау патриотску песму."
- Бора Ђoрђевић, Препоручујем га за читање: "Овај расан песник засипа нас експресивним сликама, дубоке осећајности. Експлозивност емоција и несумњивог родољубља нас тера да заволимо песме Милића Радевића."
- Љубивоје Ршумовић, Искушавање језика: "Тешко је бити пророк, али нећемо погрешити ако кажемо да се једно ново име појавило у литерарном зверињаку, име Милића Радевића. Као што не грешимо што, са ових неколико реченица, изигравамо "ветар у леђа" том новом имену."
- Иља Числов, Поезија, психологија и филозофија: "На руски језик Милић Радевић је преведен са очувањем ауторове синтагме и интерпункције, као и еруптивне емотивне енергије. Радевић апсолутно тачно и праведљиво објашњава хришћански приступ најсложенијим, вечним питањима смисла постојања. Изванредно (каризматично) личност песника убедљиво доминира над формом и садржајем својих стихова."
- Игор Бојовић, Бритке речи песника - вагабунда: "Жанровска разноликост, карактеристична за раскошно стваралаштво песника – вагабунда, као да указује на то да 'писац ипак не креће од празног листа испред себе'. Стихови, некад писани и на џаку цемента, граде нам чврст пут и јасан путоказ према самом Радевићу, према поезији ренесансног човека чије постулате живимо и данас. Његове песме су дела из којих треба учити живот."
- Веселин Мишнић, Песник на рубу од голе тишине[26]: "Радевић је свестан да све што је наизглед ново носи у себи елементе и садржаје прошлог (...) За њега је наслеђе прошлости моћно колико и јава у којој обитава. Своју унутрашњу природу дограђује и пре свега темељи на епским садржајима. Памти гусларске песме које никада не престаје да слуша, нарочито када га у осами сколе сећања и успомене на време којег одавно нема. Ти велики народни и умни извори значајни су за национ, али и за Радевића."

## Награде
Добитник је награде "Софијин избор" Српске националне академије у Канади,"Мајске награде" канадског удружења писаца СКУП, као и Плакете града Косовска Митровица.

## Дела
Објављене збирке песама:
- "Дани који се не броје", Октоих, Подгорица, 2015.
- "Само ме не питај зашто", самостално издање аутора

Поеме: "Далеко се чуло", "Оће ли не"
- "Далеко се чуло" (друго издање), Свет књиге, Београд, 2021.[28][29]

Лексикон о митолошким бићима:
- "У завичају чудесних бића", Свет књиге, Београд, 2023.

Збирка песама "Дани који се не броје" објављена је:
- на енглеском језику, у Канади и САД: "Days Uncountable", TLAC, Stephen Gilbert, 2017; превод: Стојанка Раденовић Петковић
- на руском језику: "Безоглядные дни", самостално издање аутора, 2017; превод: Иља Числов[30]